# Benedikt Kreutz

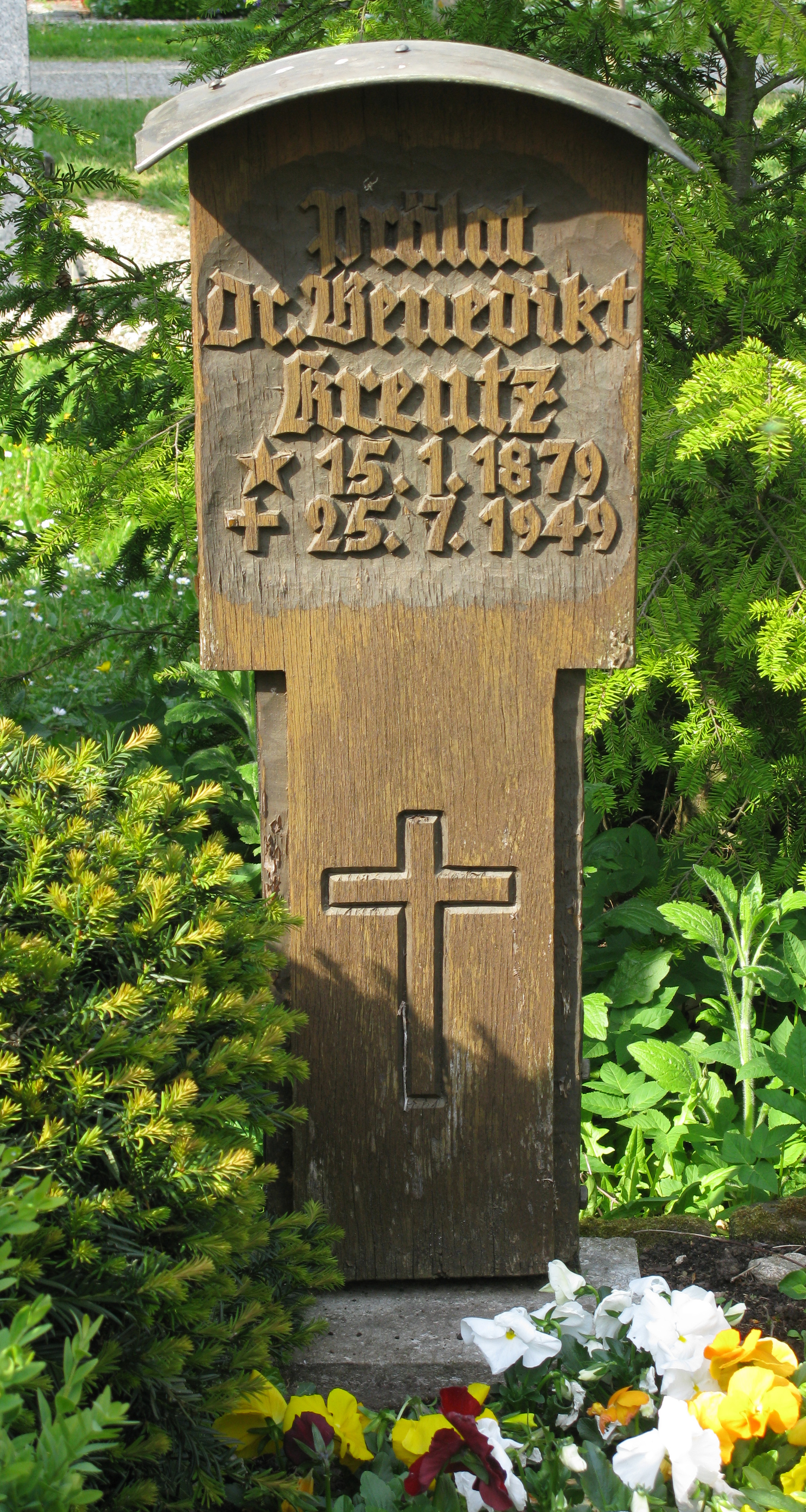
Grab von Benedikt Kreutz auf dem Freiburger Hauptfriedhof

Benedikt Kreutz (* 15. Januar 1879 in St. Peter (Hochschwarzwald); † 25. Juli 1949 in Freiburg im Breisgau) war ein deutscher katholischer Geistlicher und zweiter Präsident des Deutschen Caritasverbandes.

## Leben
Benedikt Kreutz wurde als Sohn einer Handwerkerfamilie geboren. Nach dem Abitur in Freiburg im Breisgau studierte er zunächst in Eichstätt Philosophie, danach katholische Theologie in Freiburg. 1902 wurde er zum Priester geweiht. 1904 wurde er Mitglied der Studentenverbindung KDStV Hercynia Freiburg im Breisgau. Zunächst war er in Birndorf, Durlach und Freiburg als Kaplan, seit 1910 als Pfarrer in der Industriegemeinde Untergrombach bei Bruchsal tätig. Dort baute er ein soziales Zentrum mit Kindergarten, Krankenpflegestation, Volksbad, Bibliothek und Schulungsraum (Elisabethenhaus) auf.
Seit 1915 war er vorwiegend als Feldgeistlicher im Einsatz. 1919 wurde er mit der Einrichtung und Leitung der Hauptvertretung des Deutschen Caritasverbandes in Berlin beauftragt. In dieser Zeit hat er auch dem Vorstand und der Geschäftsführung des St. Raphaels-Vereins angehört. Nebenbei studierte er an der Universität Berlin Volkswirtschaft. 1922 wurde er an der Universität Münster mit dem Thema „Wohlfahrtspflege im ländlichen Raum“ zum Dr. rer. pol. promoviert. Korreferent war der Sozial- und Caritaswissenschaftler Heinrich Weber, der Kreutz’ starke wissenschaftliche Stütze im Deutschen Caritasverband wurde. 1921 wurde er in die Zentrale des Deutschen Caritasverbandes nach Freiburg berufen, um die Nachfolge von Lorenz Werthmann als Präsident anzutreten. Dieses Amt übte er bis zu seinem Tod aus.
Während der Zeit des Nationalsozialismus kam der Deutsche Caritasverband in Konflikt mit den nationalsozialistischen Machthabern, sprach sich aber auch für deren Ziele aus. Kreutz konnte zwar die Gleichschaltung abwehren, auch konnte die Caritas ihre Arbeit unter erschwerten Bedingungen fortsetzen, es gelang ihr jedoch nicht, die ihr anvertrauten Behinderten und so genannten Erbkranken vor den NS-Krankenmorden zu bewahren (zwischen 1939 und 1941 allein aus katholischen Anstalten etwa 12.000 Menschen). Kreutz verortete jedoch speziell in der Wohlfahrtspflege drei aus Sicht der Caritas "sehr begrüßenswerte Ziele" des Nationalsozialismus: der neue Staat wolle als Wohlfahrtsstaat zurücktreten, womit wieder die freie Liebestätigkeit in den Vordergrund rücke, er betone die Selbsthilfe und wende sich gegen die ständigen Ansprüche an Staat und Sozialversicherung und schließlich übe er lebendige Sorge für den erbgesunden Familienaufbau und für die kinderreiche Familie.

## Werk
Kreutz betrieb die fachliche Strukturierung des Verbands, baute ein dichtes Netzes von Aus- und Fortbildungsangeboten auf. Er gründete in Freiburg das Seminar für Wohlfahrtspfleger, das Jugendleiterinnen-Seminar und das Seminar für Seelsorgehilfe. Er war Mitbegründer des Caritas-Instituts für Gesundheitsfürsorge mit dem angeschlossenen St.-Elisabeth-Lehrkrankenhaus in Köln-Hohenlind und des Instituts für Caritaswissenschaft an der Universität Freiburg.
Als Präsident der Caritas gelang es ihm, mittels zahlreicher Denkschriften und Gutachten die Wohlfahrtsgesetzgebung der Weimarer Republik mitzugestalten. Außerdem setzte er sich für die Zusammenarbeit mit der Inneren Mission sowie den anderen Verbänden der Wohlfahrtspflege ein und war einer der Initiatoren zur Gründung der Deutschen Liga der Freien Wohlfahrtspflege. Auch beim Aufbau der internationalen Caritas war Kreutz eine treibende Kraft.

## Auszeichnungen (Auswahl)
Der Einsatz von Kreutz erfuhr zu Lebzeiten zahlreiche kirchliche und staatliche Ehrungen.
- 1925: Päpstlicher Hausprälat[2]
- 1926: Silbernes Halskreuz für Verdienste um die Durchführung des Heiligen Jahres 1925[3]
- 1942: Apostolischer Protonotar
- 1947: Dr. theol. h. c. der Katholisch-theologischen Fakultät der Universität Freiburg
- Prälat-Kreutz-Straße in Bruchsal-Untergrombach
- Prälat-Kreutz-Straße in Bous
- Benedikt Kreutz Rehabilitationszentrum in Bad Krozingen
- Kath. Kindergarten Benedikt Kreutz in St. Peter

## Schriften
Siehe maschinenschriftliche Bibliographie B.K. (bis 1939), zusammengestellt v. H. Rolfes (64 S.), im Archiv des Deutschen Caritasverbandes in Freiburg.
- Das Gemeindeheim auf dem Lande. Eine Studie über seine Geschichte, soziale und ökonomische Bedeutung und Durchführbarkeit. Dissertation Münster 1922
- Caritas und Deutscher Caritasverband. In: Handwörterbuch der Wohlfahrtspflege, hrsg. v. O. Karstedt unter anderem, 1924, 102–110
- Die sozial-caritative Bedeutung der Bodenreform, 1925
- Caritasarbeit im neuen Deutschland. In: Soziale Arbeit und Gemeinschaft, hrsg. v. H. Althaus, 1936, 244–255
- zahlreiche Reden, Referate, Stellungnahmen, Ansprachen und kurze Beiträge finden sich in der Zeitschrift Caritas 16, 1910–1947.